# Single numer jeden w roku 2023 (USA)
Notowanie Hot 100 przedstawia najlepiej sprzedające się single w Stanach Zjednoczonych. Publikowane jest ono przez tygodnik „Billboard”, a dane kompletowane są przez Nielsen SoundScan w oparciu o cotygodniowe wyniki sprzedaży cyfrowej oraz fizycznej singli, a także częstotliwość emitowania piosenek na antenach stacji radiowych.

## Historia notowania
| Data publikacji | Tytuł                               | Artysta                              | Źródło |
| --------------- | ----------------------------------- | ------------------------------------ | ------ |
| 7 stycznia      | „All I Want for Christmas Is You”   | Mariah Carey                         | [ 1 ]  |
| 14 stycznia     | „Anti-Hero”                         | Taylor Swift                         | [ 2 ]  |
| 21 stycznia     | „Anti-Hero”                         | Taylor Swift                         | [ 3 ]  |
| 28 stycznia     | „Flowers”                           | Miley Cyrus                          | [ 4 ]  |
| 4 lutego        | „Flowers”                           | Miley Cyrus                          | [ 5 ]  |
| 11 lutego       | „Flowers”                           | Miley Cyrus                          | [ 6 ]  |
| 18 lutego       | „Flowers”                           | Miley Cyrus                          | [ 7 ]  |
| 25 lutego       | „Flowers”                           | Miley Cyrus                          | [ 8 ]  |
| 4 marca         | „Flowers”                           | Miley Cyrus                          | [ 9 ]  |
| 11 marca        | „Die for You”                       | The Weeknd i Ariana Grande           | [ 10 ] |
| 18 marca        | „Last Night”                        | Morgan Wallen                        | [ 11 ] |
| 25 marca        | „Flowers”                           | Miley Cyrus                          | [ 12 ] |
| 1 kwietnia      | „Flowers”                           | Miley Cyrus                          | [ 13 ] |
| 8 kwietnia      | „Like Crazy”                        | Jimin                                | [ 14 ] |
| 15 kwietnia     | „Last Night”                        | Morgan Wallen                        | [ 15 ] |
| 22 kwietnia     | „Last Night”                        | Morgan Wallen                        | [ 16 ] |
| 29 kwietnia     | „Kill Bill”                         | SZA                                  | [ 17 ] |
| 6 maja          | „Last Night”                        | Morgan Wallen                        | [ 18 ] |
| 13 maja         | „Last Night”                        | Morgan Wallen                        | [ 19 ] |
| 20 maja         | „Last Night”                        | Morgan Wallen                        | [ 20 ] |
| 27 maja         | „Last Night”                        | Morgan Wallen                        | [ 21 ] |
| 3 czerwca       | „Last Night”                        | Morgan Wallen                        | [ 22 ] |
| 10 czerwca      | „Last Night”                        | Morgan Wallen                        | [ 23 ] |
| 17 czerwca      | „Last Night”                        | Morgan Wallen                        | [ 24 ] |
| 24 czerwca      | „Last Night”                        | Morgan Wallen                        | [ 25 ] |
| 1 lipca         | „Last Night”                        | Morgan Wallen                        | [ 26 ] |
| 8 lipca         | „Last Night”                        | Morgan Wallen                        | [ 27 ] |
| 15 lipca        | „Vampire”                           | Olivia Rodrigo                       | [ 28 ] |
| 22 lipca        | „Last Night”                        | Morgan Wallen                        | [ 29 ] |
| 29 lipca        | „Seven”                             | Jungkook featuring Latto             | [ 30 ] |
| 5 sierpnia      | „Try That in a Small Town”          | Jason Aldean                         | [ 31 ] |
| 12 sierpnia     | „Last Night”                        | Morgan Wallen                        | [ 32 ] |
| 19 sierpnia     | „Last Night”                        | Morgan Wallen                        | [ 33 ] |
| 26 sierpnia     | „Rich Men North of Richmond”        | Oliver Anthony Music                 | [ 34 ] |
| 2 września      | „Rich Men North of Richmond”        | Oliver Anthony Music                 | [ 35 ] |
| 9 września      | „I Remember Everything”             | Zach Bryan featuring Kacey Musgraves | [ 36 ] |
| 16 września     | „Paint the Town Red”                | Doja Cat                             | [ 37 ] |
| 23 września     | „Vampire”                           | Olivia Rodrigo                       | [ 38 ] |
| 30 września     | „Slime You Out”                     | Drake featuring SZA                  | [ 39 ] |
| 7 października  | „Paint the Town Red”                | Doja Cat                             | [ 40 ] |
| 14 października | „Paint the Town Red”                | Doja Cat                             | [ 41 ] |
| 21 października | „First Person Shooter”              | Drake featuring J. Cole              | [ 42 ] |
| 28 października | „Cruel Summer”                      | Taylor Swift                         | [ 43 ] |
| 4 listopada     | „Cruel Summer”                      | Taylor Swift                         | [ 44 ] |
| 11 listopada    | „Is It Over Now?”                   | Taylor Swift                         | [ 45 ] |
| 18 listopada    | „Cruel Summer”                      | Taylor Swift                         | [ 46 ] |
| 25 listopada    | „Cruel Summer”                      | Taylor Swift                         | [ 47 ] |
| 2 grudnia       | „Lovin on Me”                       | Jack Harlow                          | [ 48 ] |
| 9 grudnia       | „Rockin’ Around the Christmas Tree” | Brenda Lee                           | [ 49 ] |
| 16 grudnia      | „Rockin’ Around the Christmas Tree” | Brenda Lee                           | [ 50 ] |
| 23 grudnia      | „All I Want for Christmas Is You”   | Mariah Carey                         | [ 51 ] |
| 30 grudnia      | „All I Want for Christmas Is You”   | Mariah Carey                         | [ 52 ] |